# Мантова
Мантова (итал. Mantova, у месном говору Màntua) град је у северној Италији. Град је средиште истоименог округа Мантова у оквиру италијанске покрајине Ломбардија.
Мантова је позната као „град окружен језерима“.
Са три стране је окружена уметним језерима створеним у 12. веку. Језера добијају воду од реке Минкио, која излази из језера Гарда. Мантова се спомиње у Шекспировој трагедији „Ромео и Јулија“.
Мантова и оближњи градић Сабионета су 2008. године постали део светске баштине на тлу Италије.

## Географија
Мантова се налази 150 км југоисточно од Милана. Град се на реци Минћио, а близу северне обале важне реке По, у средишњем делу Падске низије. Посебност града су три вештачки образована језера из 12. века, која окружују град са три стране. Град се налази у равничарском крају, познатом по веома развијеној пољопривреди.
| Клима (Мантова)            | Клима (Мантова) | Клима (Мантова) | Клима (Мантова) | Клима (Мантова) | Клима (Мантова) | Клима (Мантова) | Клима (Мантова) | Клима (Мантова) | Клима (Мантова) | Клима (Мантова) | Клима (Мантова) | Клима (Мантова) | Клима (Мантова) |
| Показатељ \ Месец          | .Јан.           | .Феб.           | .Мар.           | .Апр.           | .Мај.           | .Јун.           | .Јул.           | .Авг.           | .Сеп.           | .Окт.           | .Нов.           | .Дец.           | .Год.           |
| -------------------------- | --------------- | --------------- | --------------- | --------------- | --------------- | --------------- | --------------- | --------------- | --------------- | --------------- | --------------- | --------------- | --------------- |
| Средњи максимум, °C (°F)   | 4,0 (39,2)      | 7,2 (45)        | 12,7 (54,9)     | 17,4 (63,3)     | 22,5 (72,5)     | 26,9 (80,4)     | 29,6 (85,3)     | 28,6 (83,5)     | 24,1 (75,4)     | 17,6 (63,7)     | 10,6 (51,1)     | 5,5 (41,9)      | 29,6 (85,3)     |
| Средњи минимум, °C (°F)    | −1,3 (29,7)     | 0,3 (32,5)      | 4,5 (40,1)      | 8,5 (47,3)      | 13,0 (55,4)     | 16,8 (62,2)     | 19,0 (66,2)     | 18,5 (65,3)     | 15,4 (59,7)     | 10,3 (50,5)     | 5,1 (41,2)      | 0,6 (33,1)      | −1,3 (29,7)     |
| Количина падавина, mm (in) | 43 (16,9)       | 41 (16,1)       | 47 (18,5)       | 56 (22)         | 62 (24,4)       | 58 (22,8)       | 44 (17,3)       | 47 (18,5)       | 54 (21,3)       | 68 (26,8)       | 63 (24,8)       | 51 (20,1)       | 634 (249,5)     |
| [ тражи се извор ]         |                 |                 |                 |                 |                 |                 |                 |                 |                 |                 |                 |                 |                 |

## Историја
Град Мантова је основан вероватно око 2.000 година п. н. е. на обалама реке Минћио на једном острву, које је пружало природну заштиту. У 6. веку п. н. е. ту је било етрурско насеље. Име Мантове долази од етрурског бога подземља Мантуса. Касније је галско племе Кеномани заузело град. Римљани су заузели Мантову између Првога и Другога пунскога рата. Нову територију су населили ветерани Августа Октавијана. Најпозанатији становник Мантове је био Вергилије, који је ту рођен 70. п. н. е.
Након пада Западног римског царства Мантова је била под Византијом, Лангобардима и Францима. У 11. веку постала је посед маркиза од Тоскане. Последњи владар те фамилије била је Матилда од Каносе, позаната као грофица Матилда. Према легенди она је дала да се изгради 1082. године. Ротонда светога Лоренца. После смрти грофице Матилде Мантова је постала слободна градска општина, која је била у 12. и 13. веку у сукобима са царевима Светога римскога царства. Алберто Питентино је 1198. године променио смер реке Минћио и створио је четири вештачка језера (данас су преостала само три) да би ојачао одбрану града.
У борбама гвелфа и гибелина Пинамонте Боналколси је преузео власт 1273. године. Током власти породице Боналкоси Мантова је постала напредан град и уметничко средиште. Последњи Боналкоси је свргнут 1328. године побуном, коју је потпалила кућа Гонзага, која је преузела власт у Мантови. Саграђене су нове градске зидине са 5 врата, а обновљена је и архитектура града. Политичко стање у граду је била ровито, све док Лудовик Гонзага није потиснуо своје рођаке. Ђанфранческо Гонзага је 1433. године платио 120.000 златних флорина цару Зигмунду Луксембуршком, па је био именован маркизом од Мантове. Чувени ренесансни сликар Андреа Мантења је радио у Мантови као дворски сликар у време кад је у Мантови на власти био Франческо II Гонзага. Први војвода од Мантове је био Федерико II Гонзага. Цар Карло V га је унапредио у војводу. Федерико је тада дао Ћулију Роману да изгради чувену Палату Те на периферији града. Песник Торквато Тасо је 1586. године писао о Мантови: „То је јако леп град за који вреди путовати хиљаду миља да би га видели".
Главна линија породице Гонзага је нестала 1627. године, па је град почео да назадује под новим владарима. Избио је Рат за наслеђе Мантове, па је 1630. године царска војска од 36.000 плаћеника опседала град. При томе су донели и кугу, а Мантова се после тога никад није опоравила. За време Рата за шпанско наслеђе у Мантови је владао неспособан војвода Фердинанд. Кад је био поражен побегао је у Венецију са 1.000 слика. Када је умро 1708. године његова фамилија је заувек изгубила Мантову, а Матова долази у посед Хабзбурговаца. Под аустријском влашћу Мантова се опорављала, па су током тога периода изграђени краљевска академија наука и уметности и бројне палате.
Мантова је 4. јуна 1796. године дошла под опсаду француске војске под вођством Наполеона. Аустријанци и Руси су покушавали да разбију опсаду града. Накратко су у томе и успели. Опсада је била прекинута 31. јула, али је настављена 24. августа. У фебруару 1797. године град се предао Французима. У граду је 1810. године убијен вођа устанка против Наполеона у Тиролу Андреас Хофер. Мантова је 1814. године поново дошла под власт хабзбуршког царства. Агитација против хабзбуршког царства је достигла врхунац у побуни, која је трајала од 1851. до 1855. године, када ју је коначно сломила аустријска војска. Град је 1866. године коначно ушао у састав краљевине Италије.

## Становништво
Према резултатима пописа становништва 2011. у општини је живело 46.649 становника.
| 1931.  | 1936.  | 1951.  | 1961.  | 1971.  | 1981.  | 1991.  | 2001.  | 2011.  |
| ------ | ------ | ------ | ------ | ------ | ------ | ------ | ------ | ------ |
| 47.840 | 46.620 | 53.810 | 62.411 | 65.703 | 60.866 | 53.065 | 47.790 | 46.649 |

Мантова данас има близу 50.000 становника, махом Италијана. Током протеклих деценија у град се доселило много досељеника из иностранства, највише са Балкана.

## Градске знаменитости
Гонзаге су штитиле уметност и културу, тако да су биле мецене неколико значајних уметника, који су дошли у Мантову. То су били Леон Батиста Алберти, Андреа Мантења, Донатело, Лука Романо и Лука Фанкели.
Главне знаменитости Мантове су:
- Палата Те (итал. Palazzo Te)(1525—1535), коју је изградио Ђулио Романо у стилу касне ренесансе. Била је то летња резиденција Федерика II Гонзаге
- Војводска палата (итал. Palazzo Ducale), чувена резиденција фамилије Гонзага
- Базилика светог Андреја
- Саборна црква
- Ротонда светог Лоренца
- Позориште Бибијена
- Црква светога Севастијана

## Партнерски градови
- Велики Варадин
- Пушкин
- Хајдерабад
- Казале Монферато
- Медисон
- Шарлвил Мезјер
- Ђулијанова
- Невер
- Бресаноне
- Вајнгартен

## Галерија
- Трг Сордело у Мантови
- Војводска палата
- Палата Бонаколси
- Ротонда светог Лоренца